# Thomas Nashe
Thomas Nashe   (Lowestoft, novembre 1567 (Gregorià) - Londres, 1601) (també conegut com a Thomas Nash) va ser un dramaturg, poeta, escriptor satíric i un important autor de pamflets. És conegut per la seva novel·la The Unfortunate Traveler, els seus fulletons, incloent Pierce Penniless, i les seves nombroses defenses de l'Església d'Anglaterra.

## Biografia
Nashe era fill del sacerdot William Nashe i Janeth. Va néixer i va ser batejat a Lowestoft, a la costa de Suffolk, on el seu pare era clergue.
La família es va traslladar a West Harling, prop de Thetford, el 1573, després que el pare de Nashe va ser destinat a l'església d'All Saints. Al voltant de 1581 Thomas va ingressar al St John's College, Cambridge, on es va llicenciar el 1586.
L'any següent va morir el seu pare, i amb l'herència es va traslladar a Londres, on va començar la seva carrera literària i on va viure la resta de la seva vida, excepte algunes estades al camp per evitar la pesta.

## Obres principals
El 1592 va publicar Pierce Penniless, The Supplication to the Divell un conte satíric. Va ser un dels més populars dels pamflets isabelins. Va ser reimprès en 1593 i 1595, i en 1594 va ser traduït al francès. Està escrit des del punt de vista de Pierce, un home que no ha conegut la bona fortuna, que es queixa de la maldat del món, i que dirigeix les seves queixes al diable. De vegades, la identitat de Pierce sembla unir-se a la pròpia Nashe. Però Nashe també retrata a Pierce a vegades com un arrogant. La història s'explica en un estil complex, enginyós, anecdòtic i ple de paraules inventades i frases llatines.
El 1594 escriu la seva obra més coneguda, The Unfortunate Traveler (també publicada com The Unfortunate Traueller: or, The Life of Jacke Wilton) una novel·la picaresca ambientada durant el regnat d'Enric VIII d'Anglaterra. En aquesta obra de prosa narrativa i estilísticament atrevida el protagonista, Jack Wilton, viu nombroses aventures a través del continent europeu i narra de manera detallada episodis com la massacre de la facció anabaptista de John Leyden per l'Emperador i el Duc de Saxonia.
El 1597 Nashe va co-escriure l'obra The Isle of Dogs amb Ben Jonson. El treball va provocar una gran controvèrsia pel seu contingut sediciós. L'obra va ser prohibida i mai es va arribar a publicar. Jonson va ser empresonat, la casa de Nashe va ser escorcollada i els seus papers es van requisar, però ell ja havia pogut escapat. Va romandre durant un temps a Great Yarmouth abans de tornar a Londres.